# 考奇尼山
17°05′15″S 69°55′14″W / 17.08750°S 69.92056°W
考奇尼山（K'awchini），是秘魯的山峰，位於該國東南部普諾大區，由埃爾科廖省的聖羅薩區負責管轄，屬於安地斯山脈的一部分，海拔高度5,000米。